# Стратос, Иоаннис
Иоаннис Стратос (греч. Ιωάννης Στράτος, 1793, Лутро, Этолия и Акарнания — 1848) — греческий военачальник эпохи Освободительной войны Греции 1821—1829 гг.

## Биография
Родился в селе Лутро, Этолия и Акарнания в 1793 году. Иоаннис был младшим из военачальников братьев Стратосов, в силу чего в историографии часто встречается под именем Яннакис (греч. Γιαννάκης — сродни русскому Иванушка) Стратос.
В начале Греческой революции 1821 года последовал за военачальником Гогосом Баколасом. В первые годы войны оставался в тени Баколаса и своих братьев.
13 сентября 1825 года, уже со своим отрядом и одновременно с отрядом Хадзипетроса, вступил в осаждённый Месолонгион (см. Третья осада Месолонгиона).
Вместе со своими братьями взял под контроль одну из крепостей города Нафплион, после того как крепость Паламиди была взята под контроль военачальником Гривасом.
С прибытием в Грецию Каподистрии в 1828 году, Гривас и Стратос вручили ему символические ключи крепостей.
С реформой армии, произведенной Каподистрией, Стратос получил звание тысячника и командование 3-й тысячей.
Во главе своей тысячи Стратос принял участие в походе по освобождению Средней Греции и в сражениях при Тернова 10 октября 1829 года, при Маврило 16 ноября того же года.
С оставшимися в живых после похода 130 бойцами 3-й тысячи Стратос принял участие под командованием Дмитрия Ипсиланти в последнем и победном сражении войны при Петре. Здесь Стратос и его бойцы отличились, защищая от турок и албанцев позицию II и переходя в контратаку.
В послевоенные годы Стратос принадлежал к так называемой «французской партии».
В 1843 году стал депутатом Национального собрания. Оставшись в армии, принял участие в искоренении разбоя, имевшего место в первые десятилетия воссозданного греческого государства. Погиб в 1848 году, преследуя банду разбойников.